# محمودآباد دودانگ
محمودآباد دودانگ، روستایی از توابع بخش کوار شهرستان شیراز در استان فارس ایران است.

## جمعیت
این روستا در دهستان طسوج قرار دارد و براساس سرشماری مرکز آمار ایران در سال ۱۳۸۵، جمعیت آن ۱٬۳۵۳ نفر (۲۶۸خانوار) بوده‌است.